# 多磨霊園駅
多磨霊園駅（たまれいえんえき）は、東京都府中市清水が丘三丁目にある、京王電鉄京王線の駅。京王中央管区所属。駅番号はKO22。

## 歴史

### 年表
- 1916年（大正5年）10月31日：京王電気軌道（現・京王電鉄）の多磨駅（たまえき）として開設。
- 1932年（昭和7年）12月8日：市公園墓地前駅（しこうえんぼちまええき）へ改称。
- 1937年（昭和12年）5月1日：多磨霊園駅（たまれいえんえき）へ改称。
- 1944年（昭和19年）5月31日：東急電鉄（大東急）が京王電気軌道を吸収合併、同社京王線の駅となる。
- 1948年（昭和23年）6月1日：東急から京王帝都電鉄が分離、同社の駅となる。
- 2010年（平成22年）11月27日：橋上駅舎竣工。同時に南口新設。
- 2013年（平成25年）2月22日：快速停車駅となる[1]。

### 駅名の由来
駅開設当時の駅名である「多磨」とは、駅所在地の地名から。その後、東京市多磨墓地の開園に合わせて「市公園墓地前」と改称され、その後に「多磨霊園」と改称された。なお、旧駅名である「多磨駅」は2001年に西武多摩川線にある「多磨墓地前駅」の名称を変更する際に採用されている。

## 駅構造
相対式ホーム2面2線を有する地上駅。橋上駅舎化前は改札内に地下通路を有し、上りホーム新宿方面側に改札を備えていた。
改札口と各ホーム間および北口・南口の地上間にエスカレーターとエレベーターが設置されている。ユニバーサルデザインの一環としての「だれでもトイレ」（オストメイト対応）も設置されている。ホーム上に待合室がある。

### のりば
| 番線 | 路線   | 方向 | 行先                                      |
| ---- | ------ | ---- | ----------------------------------------- |
| 1    | 京王線 | 下り | 京王八王子・高尾山口・多摩動物公園方面    |
| 2    | 京王線 | 上り | 調布・明大前・笹塚・新宿・ 都営新宿線方面 |

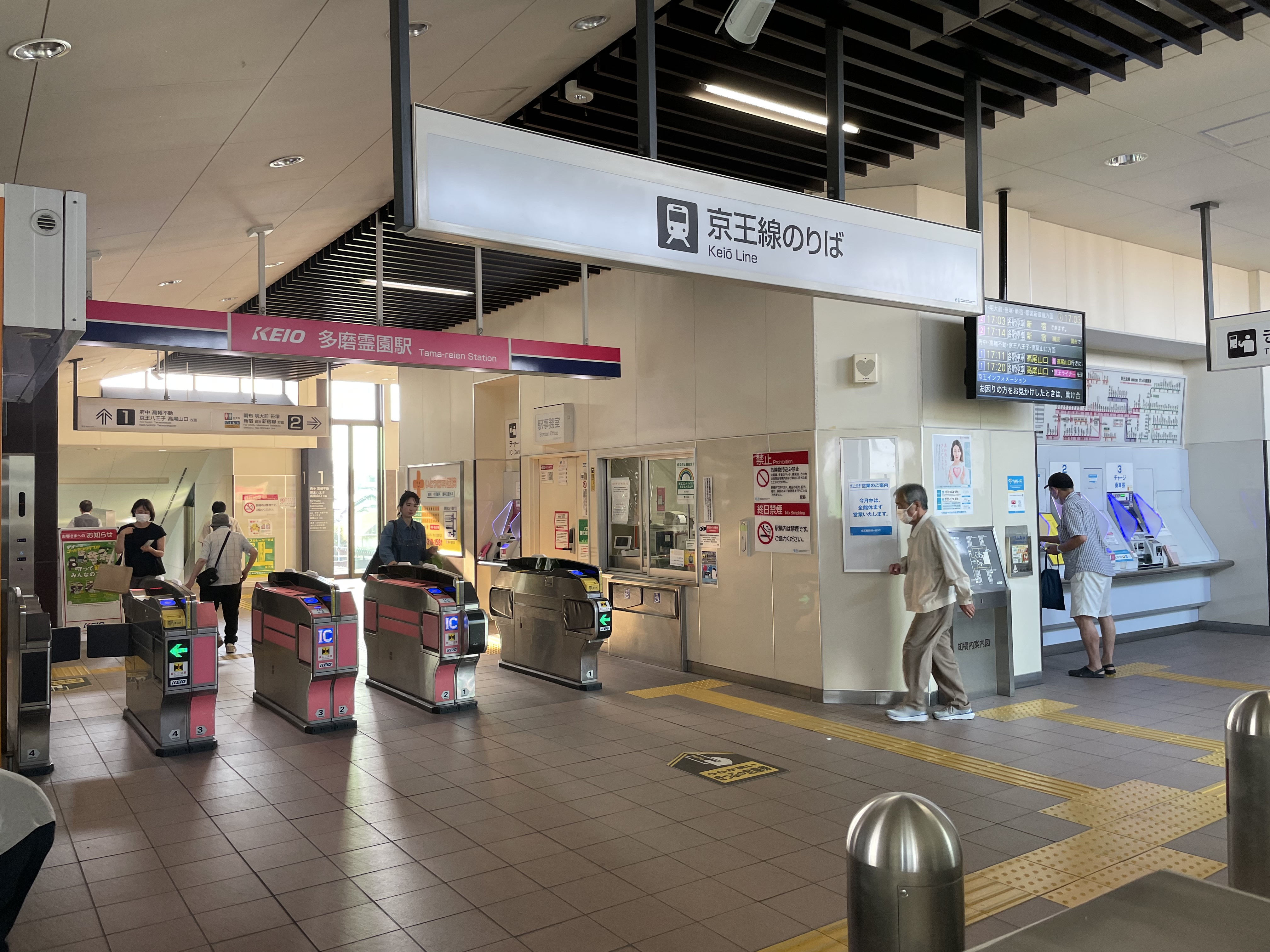
改札口（2022年6月）
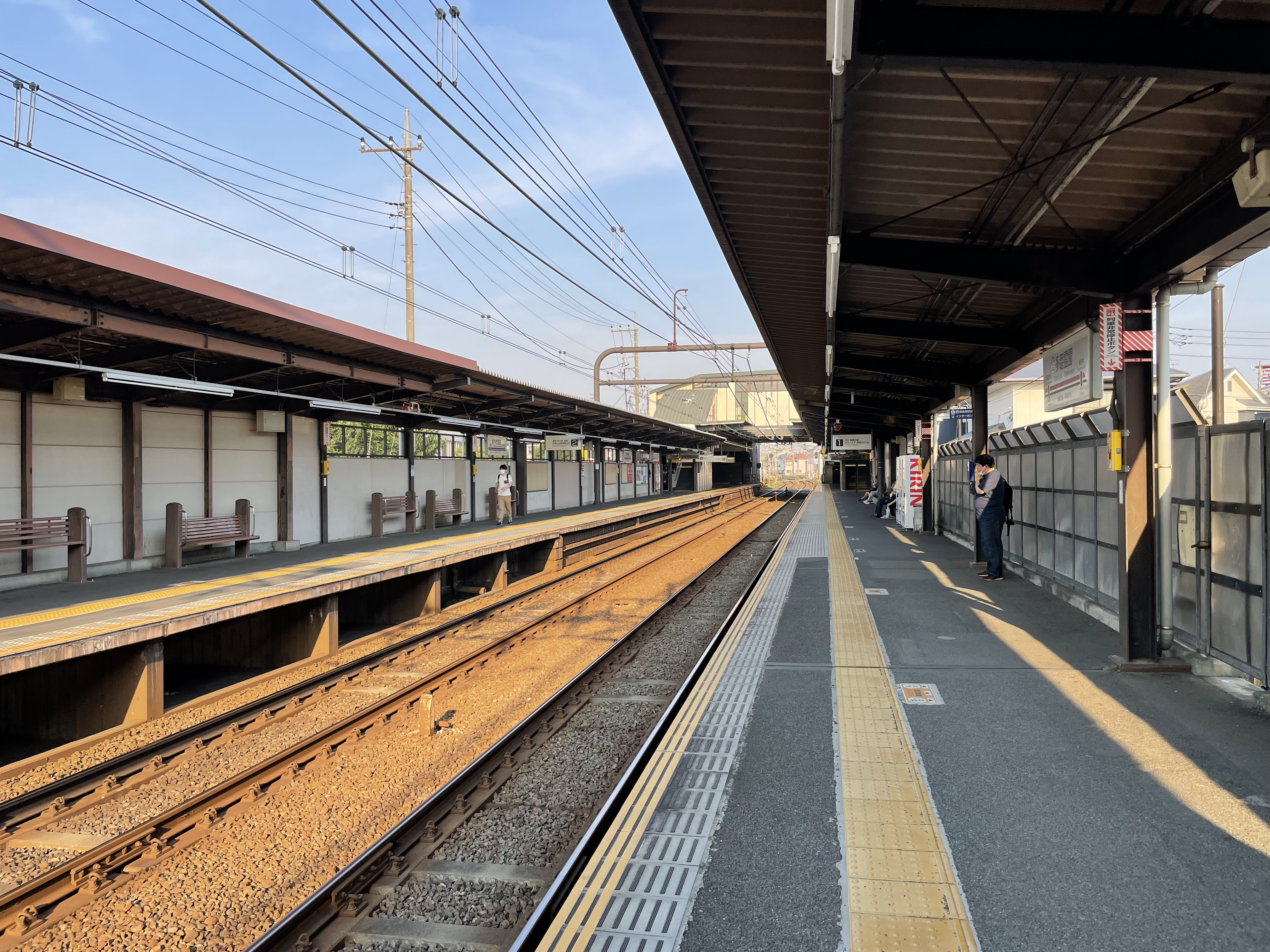
ホーム（2022年6月）
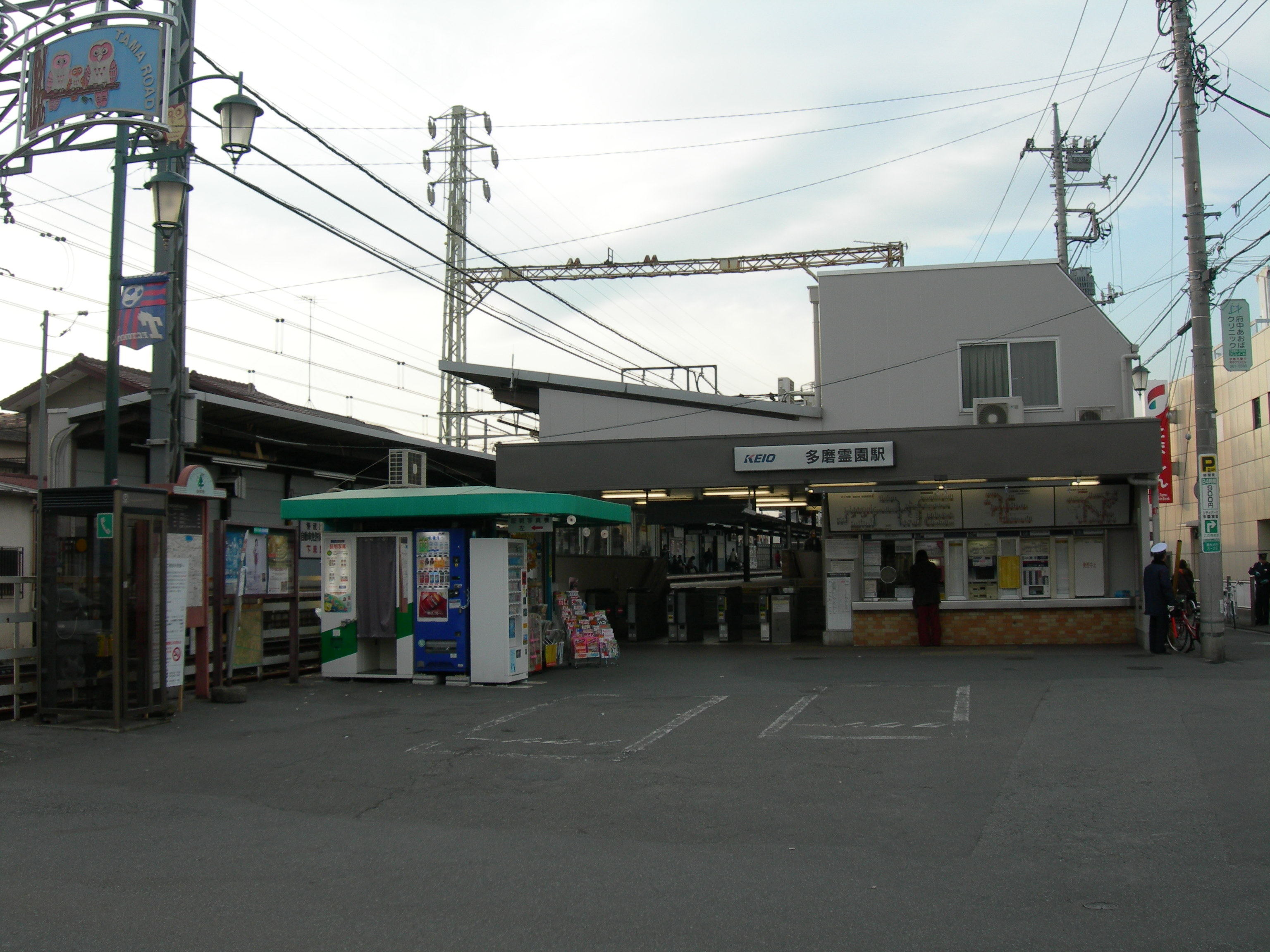
旧駅舎（2007年12月）

## 利用状況
2024年度（令和6年度）の1日平均乗降人員は12,850人である
近年の1日平均乗降・乗車人員の推移は以下の通り。
| 年度               | 1日平均 乗降人員 | 1日平均 乗車人員 | 出典     |
| ------------------ | ---------------- | ---------------- | -------- |
| 1955年（昭和30年） | 2,355            |                  |          |
| 1960年（昭和35年） | 4,418            |                  |          |
| 1965年（昭和40年） | 8,458            |                  |          |
| 1970年（昭和45年） | 12,290           |                  |          |
| 1972年（昭和47年） | 13,537           |                  |          |
| 1975年（昭和50年） | 12,838           |                  |          |
| 1980年（昭和55年） | 12,105           |                  |          |
| 1985年（昭和60年） | 11,625           |                  |          |
| 1990年（平成02年） | 11,804           | 5,814            | [ * 1 ]  |
| 1991年（平成03年） |                  | 6,008            | [ * 2 ]  |
| 1992年（平成04年） |                  | 5,973            | [ * 3 ]  |
| 1993年（平成05年） |                  | 6,030            | [ * 4 ]  |
| 1994年（平成06年） |                  | 6,049            | [ * 5 ]  |
| 1995年（平成07年） | 12,344           | 6,000            | [ * 6 ]  |
| 1996年（平成08年） |                  | 5,953            | [ * 7 ]  |
| 1997年（平成09年） |                  | 5,811            | [ * 8 ]  |
| 1998年（平成10年） |                  | 5,732            | [ * 9 ]  |
| 1999年（平成11年） |                  | 5,563            | [ * 10 ] |
| 2000年（平成12年） | 11,851           | 5,578            | [ * 11 ] |
| 2001年（平成13年） |                  | 5,592            | [ * 12 ] |
| 2002年（平成14年） | 11,940           | 5,789            | [ * 13 ] |
| 2003年（平成15年） | 12,340           | 5,940            | [ * 14 ] |
| 2004年（平成16年） | 11,931           | 5,710            | [ * 15 ] |
| 2005年（平成17年） | 11,537           | 5,723            | [ * 16 ] |
| 2006年（平成18年） | 11,158           | 5,795            | [ * 17 ] |
| 2007年（平成19年） | 11,474           | 5,945            | [ * 18 ] |
| 2008年（平成20年） | 11,512           | 5,934            | [ * 19 ] |
| 2009年（平成21年） | 11,650           | 5,973            | [ * 20 ] |
| 2010年（平成22年） | 11,633           | 5,942            | [ * 21 ] |
| 2011年（平成23年） | 11,418           | 5,831            | [ * 22 ] |
| 2012年（平成24年） | 11,546           | 5,871            | [ * 23 ] |
| 2013年（平成25年） | 11,796           | 5,992            | [ * 24 ] |
| 2014年（平成26年） | 12,011           | 6,071            | [ * 25 ] |
| 2015年（平成27年） | 12,543           | 6,322            | [ * 26 ] |
| 2016年（平成28年） | 12,754           | 6,425            | [ * 27 ] |
| 2017年（平成29年） | 12,818           | 6,452            | [ * 28 ] |
| 2018年（平成30年） | 13,084           | 6,589            | [ * 29 ] |
| 2019年（令和元年） | 13,046           | 6,549            | [ * 30 ] |
| 2020年（令和02年） | 9,944            | 5,003            | [ * 31 ] |
| 2021年（令和03年） | 11,057           | 5,603            | [ * 32 ] |
| 2022年（令和04年） | 11,939           |                  |          |
| 2023年（令和05年） | 12,479           |                  |          |
| 2024年（令和06年） | 12,850           |                  |          |

## 駅周辺
駅舎は清水が丘・小柳町・若松町・白糸台の各町に囲まれている。駅周辺一帯は府中崖線を南にひかえた武蔵野台地南端に当たる。府中崖線と駅北側の甲州街道がそれぞれ京王線と平行して東西に走り、その間に商店街が形成されている。商店街の周囲には住宅地が広がり、武蔵野の面影を残す区域も点在するが、宅地開発進展に伴い、徐々にマンションや戸建て住宅が増えつつある。北東の方角に西武鉄道多摩川線白糸台駅があり、徒歩10分程度である。

### 商店街
駅前商店街は「タマロード商店会」と呼ばれ、主な店舗は駅前の東郷寺通り沿いにあるが、九中通りなどの道路整備に従って駅北側へと徐々に拡張されている。古くからある店舗が多いが、緩慢に建物建替えや店入替が進んでいる。飲み屋、コンビニエンスストアや小規模の食料品店が駅の近くにある。
地産地消を目的とした地元野菜の直売所が駅周辺に点在しており、北口にあるJAマインズショップは店舗型の直売所としてオープンしたものである。この他、アンティーク、陶器、祭用品、太鼓、三味線など伝統的物品を扱う店がある。

### 公共施設・文教施設
府中市は、東部の北多摩郡多磨村、西部の北多摩郡西府村、中心部の北多摩郡府中町が合併して成立した自治体で、当駅周辺は旧多磨村の中心地であった。駅北側にある今の第四学童クラブのところに村役場があり、合併後はそのまま府中市役所東部出張所として利用された。その後、東部出張所は白糸台文化センター内に移転している。白糸台文化センターは府中市で最も早期に開設（1971年）された文化センターで、図書館を併設している。

### 公園・神社仏閣
駅北側の旧甲州街道沿いおよび南側の府中崖線沿いには複数の神社・仏閣がある。旧甲州街道沿いには重要文化財の金銅阿弥陀如来立像を納めた染谷不動の他、上染屋八幡神社、常久八幡神社などがある。府中崖線沿いには、シダレザクラと山門のある東郷寺の他、庚申塔を祭る溝合神社などがある。

### 金融機関
- 東京三協信用金庫府中支店
- 多摩信用金庫東府中支店

### 道路
駅の東側を横切る公道は「東郷寺通り」と言い、北に向かって進むと九中通り、品川通り、旧甲州街道、国道20号とそれぞれ交差する。旧甲州街道と交差して以降は多磨霊園南参道となり、そのまま1.5km程北進すると多磨霊園に至る。
東郷寺通りを南に向かって府中崖線のハケを下ると、その坂の途中西側に東郷寺がある。府中崖線沿いに東西に延びる道を「いききの道」（筏道）と言い、かつては東海道の大井から府中を経て甲州の国府へと続く古道であったとされる。さらに南に下ると清水下通り、中央自動車道と交差し、やがて多摩川に達する。

### バス路線
北口にバスのりばがあり京王バスの路線が発着する。駅からやや離れた「多磨霊園駅入口」には府中市コミュニティバス「ちゅうバス」の路線が発着している。府中運転免許試験場へ行くには同駅から武蔵小金井駅行きのバスに乗車すると便利である。同試験場の乗り場の案内の看板がある。
- <武85・武95> 武蔵小金井駅南口行
- <磨01> 多磨町行

## 隣の駅
京王電鉄
 京王線
■特急・■急行・■区間急行
通過
■快速（平日下りのみ）・■各駅停車
武蔵野台駅 (KO21) - 多磨霊園駅 (KO22) - 東府中駅 (KO23)